# 馬氏線油鯰
馬氏線油鯰為輻鰭魚綱鯰形目鼬鯰科的其中一種，為熱帶淡水魚，分布於南美洲哥倫比亞瓜维亚雷河及梅塔河流域，體長可達4.1公分，棲息在底層水域，生活習性不明。

## 扩展阅读
維基物種上的相關：馬氏線油鯰